# طاحونة القهوة
طاحونة القهوة (بالإنجليزية: Burr mill)‏ هي أداة تمكن من طحن حبوب البن ، و قد ظهرت لأول مرة في أوروبا وتركيا بعدما عرفوا البن في القرن 14 .

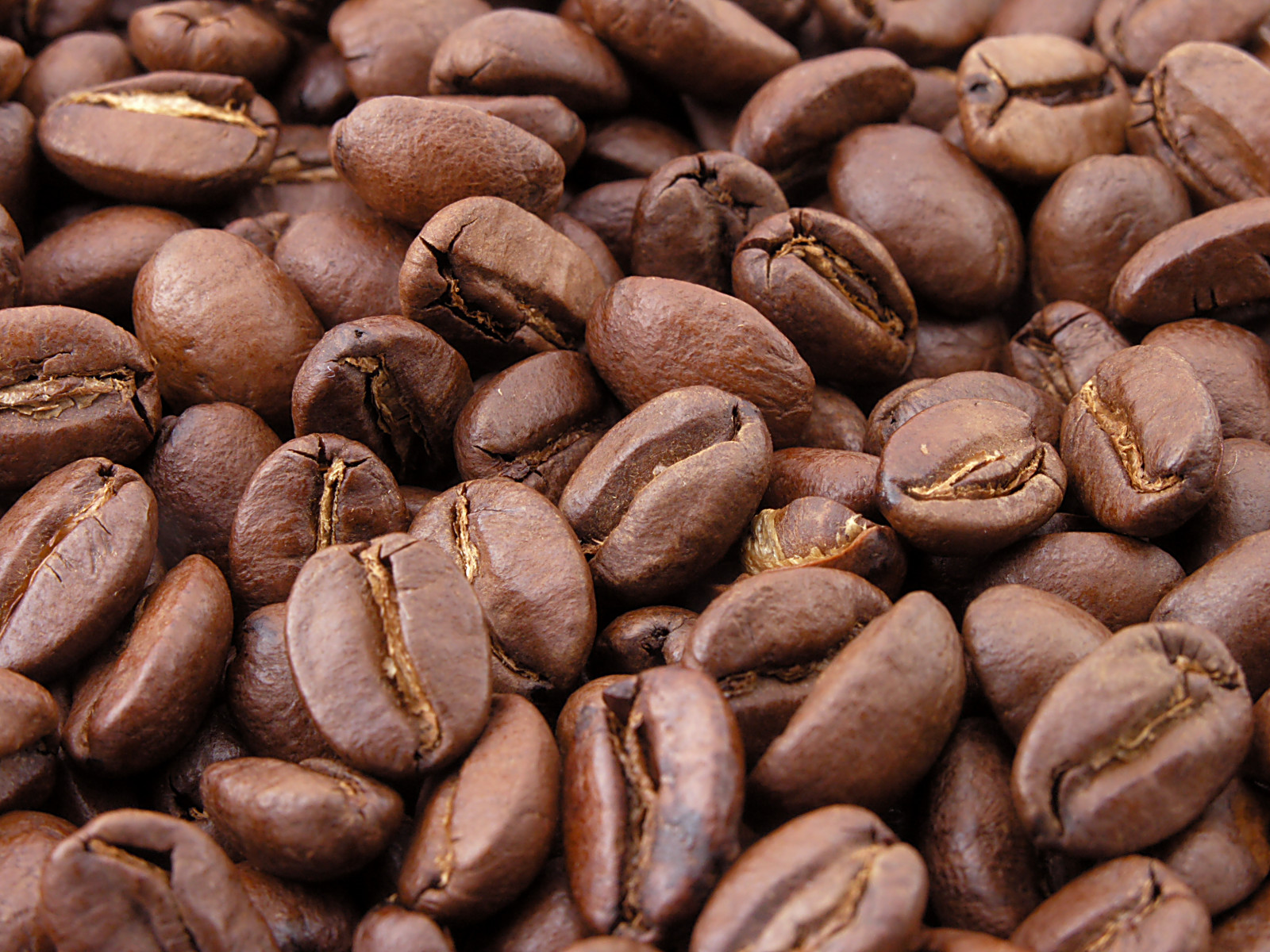
تعليق

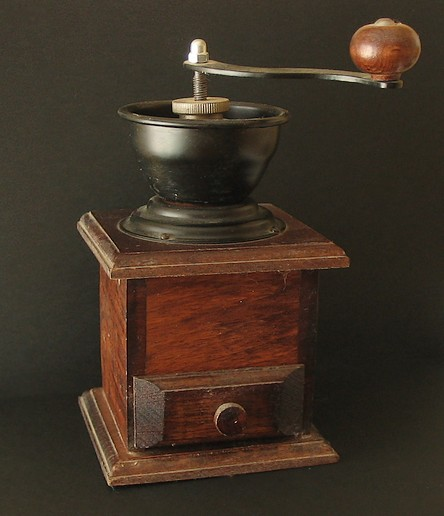
تعليق

## معرض صور

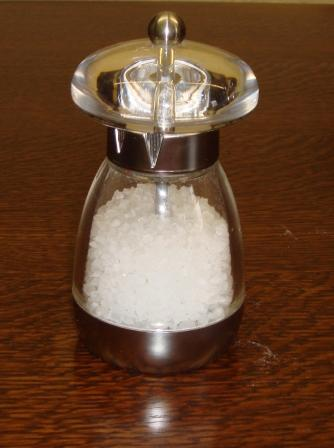
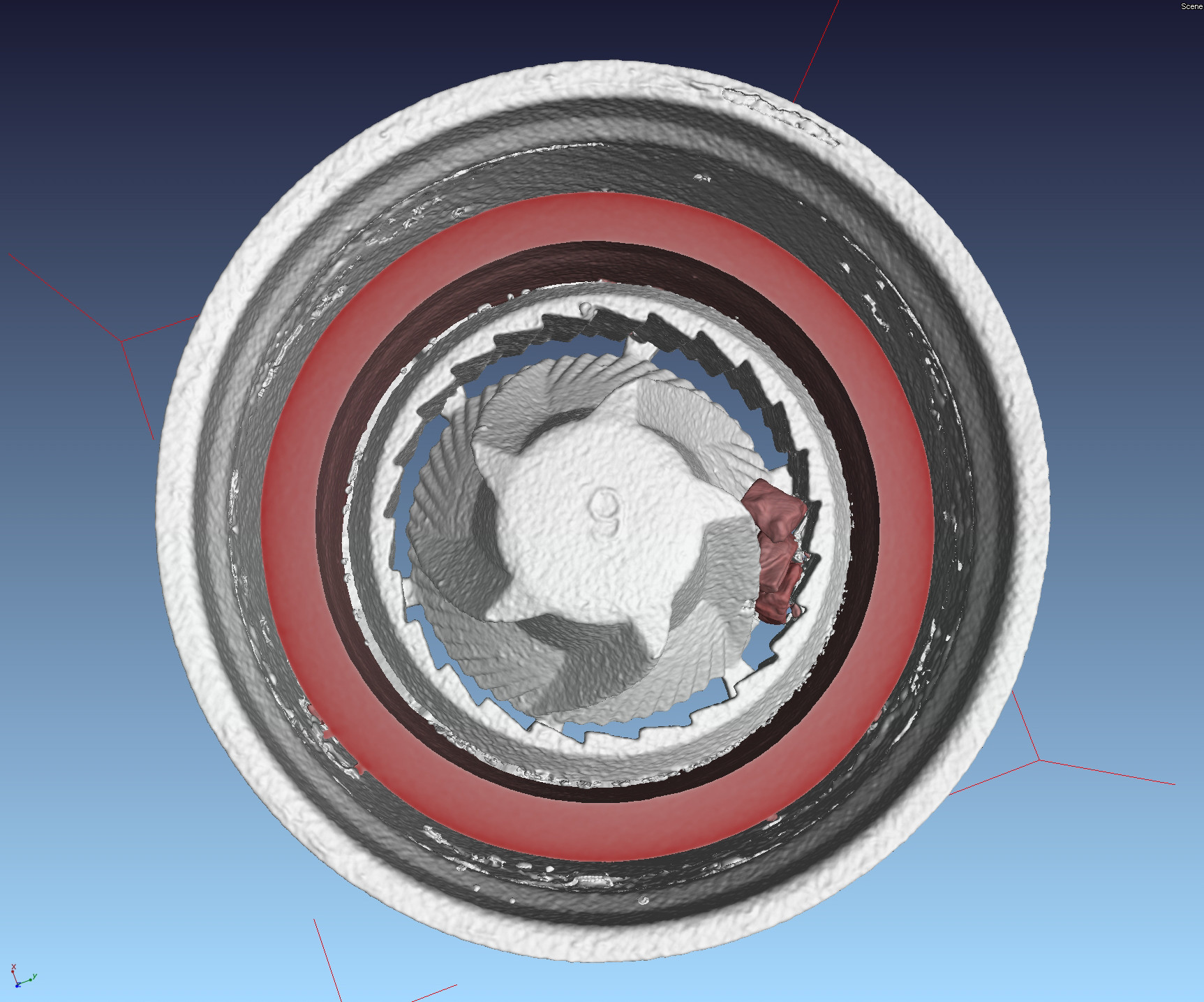
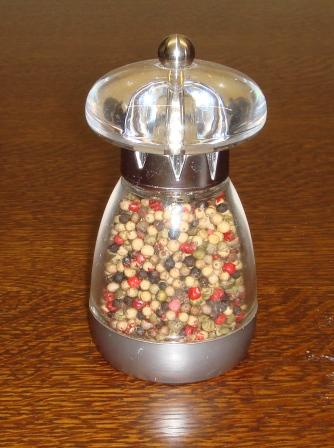